# Vikunja
Vikunja (znanstveno ime Vicugna vicugna) je južnoameriški rod iz družine kamel, ki živi na visokogorskih travnikih osrednjih Andov, podobno kot sorodni gvanako.

## Opis
Je mnogo gracilnejša od gvanaka in je najmanjši predstavnik južnoameriških kamel. Odrasle živali dosežejo slab meter plečne višine in težo 45 do 55 kg. Dlaka je dvobarvna, po hrbtni strani cimetaste barve, po trebušni pa bela. Pod vratom je včasih dlaka daljša.
Podobno kot ostali sorodniki se parijo sezonsko, samice postanejo spolno zrele v drugem letu življenja. Tropi so dveh vrst, skupine samcev in družinske skupnosti z vodilnim samcem, nekaj samicami in mladiči, mlajšimi od enega leta. Družinske skupnosti branijo svoje teritorije pred vsiljivci.
Najbližji divji sorodnik je gvanako, s katerim sta se vrsti oddelili od skupnega prednika pred dvema do tremi milijoni let. Do pred kratkim je veljalo prepričanje, da za razliko od gvanaka ni bila nikoli udomačena, sodobnejše molekularne raziskave pa so razkrile njihove sledove v genomu alpake, tako da je možno, da gre za delnega križanca.

## Ekologija in razširjenost
Vrsta uspeva na andskih visokogorskih pašnikih (punah), na nadmorskih višinah 3700 do 4800 m. Večina živi v goratih predelih Peruja, Bolivije, Argentine in Čila.
Že pred stoletji so vikunje slovele po izredno fini volni, iz katere so domorodci delali najmehkejšo tkanino. V času Inkovskega imperija so jih aktivno varovali, tako da so v Andih živele večmilijonske populacije teh živali. Lovili so jih le na tri leta in večino živali le postrigli ter izpustili. Ravnovesje se je porušilo, ko so območje zavzeli španski konkvistadorji, takrat se je začela populacija manjšati, še bolj intenzivno pa z vzponom mednarodne trgovine v začetku 20. stoletja, ko je bilo povpraševanje po mehkem krznu izredno veliko. Zaradi pretiranega lova je do 1960. let ostalo le še nekaj tisoč vikunj, vrsta je bila tik pred izumrtjem, nato pa so andske države sprejele varstveno konvencijo. Populacija si je opomogla, tako da od leta 2008 po kriterijih Svetovne zveze za varstvo narave ne velja več za ogroženo.
Kljub temu jo ogrožajo krivolov, izguba habitatov zaradi intenzifikacije živinoreje in onesnaževanje, tveganje pa predstavljajo tudi globalne spremembe podnebja.